# Конкремје
Конкремје (фр. Concremiers) насеље је и општина у централној Француској у региону Центар (регион), у департману Ендр која припада префектури Блан.
По подацима из 2011. године у општини је живело 647 становника, а густина насељености је износила 23,02 становника/km². Општина се простире на површини од 28,11 km². Налази се на средњој надморској висини од 75 метара (максималној 131 m, а минималној 77 m).

## Демографија
| 1962. | 1968. | 1975. | 1982. | 1990. | 1999. | 2011. |
| ----- | ----- | ----- | ----- | ----- | ----- | ----- |
| 613   | 646   | 601   | 608   | 629   | 610   | 647   |

График промене броја становника у току последњих година